# Kisváros (televíziós sorozat)
A Kisváros egy 1993 és 2001 között vetített magyar televíziós filmsorozat, amely a Magyar Televízióban volt látható. 1994 márciusában, a 20. epizód után - ideiglenesen leállt, azonban 1994 novemberében folytatódott, egészen a sorozat 2001-es befejezéséig. A történet középpontjában a valóságban nem létező határmenti kisváros, Végvár áll. Ebbe a városba érkezik Hunyadi főtörzs, hogy a Határőrség akciószázadát kiképezze. A sorozat a Rendőrség és a 2007-ig létező Határőrség (illetve hozzá kapcsolódóan a 2011-ig önálló Vám- és Pénzügyőrség) határmenti bűncselekmények ügyében folytatott nyomozásokban történő együttműködését mutatja be drámai és vígjátéki elemekkel, miközben egyúttal betekintést nyerünk a szereplők magánéletébe is. Minden epizód egy-egy önálló történet, a kiemelt főszereplőkké később Járai rendőr őrnagy (a 111. résztől már alezredes) és beosztottja, Balogh Máté zászlós (a 72. résztől már hadnagy) válnak. A tévéfilmsorozat gyártója a 3-sztár film. Műfaját tekintve bűnügyi filmvígjáték-dráma sorozat.
A sorozat jeleneteinek jelentős részét Szigetváron, valamint az azóta megszünt bozsoki, a bucsui és a berzencei határátkelőnél, a laktanyai jeleneteket Adyligeten, a sorozat első felében lévő benzinkutas jeleneteket a 6-os főúton, Érd és Százhalombatta határában elhelyezkedő OMV kútnál, a Kádár Trans-nál játszódó jeleneteket a cég érdi telephelyén, a Real Bankban játszódó jeleneteket a pénzintézet pécsi fiókjában vették fel. A Siesta Club Hotel Harkányban, a Vital Szálló Almamellék-Szentmártonpusztán található. A sorozat legelején a golfpályás jeleneteket Szentlőrincen vették fel. A lakott területeken kívüli, illetve a kertvárosi övezetekben játszódó jeleneteknek többször adott helyszínt például Csobánka, Érd, Törökbálint és Nagykovácsi.

## Szereplők

### Határőrök/VPOP
- Hunyadi János főtörzsőrmester/hadnagy – Usztics Mátyás
- Zolnay Miklós főhadnagy/százados – Lux Ádám
- Barna László ezredes/dandártábornok – Kozák András
- Vendel Zoltán törzsőrmester (határőr a határátkelőn)/hadnagy (határőrnyomozó) – Benkő Péter
- Hadik Imre pénzügyőr alhadnagy/hadnagy/főhadnagy/százados – ifj. Fillár István
- Zakariás Gábor határőr-törzsőrmester/hadnagy (Vendel "helyettese") – Bajomi Nagy György

#### Az első szakasz
- Bűvész – Szunyogh Bálint (Egyed Attila)
- Gróf – Gróf András határőr/őrmester (Zalán János)
- Pilóta – Békés Imre (Selmeczi Roland)
- Tolvaj – Tolvay Antal (Szatmári Attila)
- Kalap – Kerényi Sándor (ifj. Jászai László)
- Idomár – Kiss Márton (Csőre Gábor)
- Dió – Dióssy János[1] (Rácz Gyula)

#### A második szakasz
- Pici – Kanizsai László határőr/őrmester/törzsőrmester (Szívós Győző)
- Jimmy (Balogh András)

### Rendőrök
- Járai Béla őrnagy/alezredes – Hollósi Frigyes
- Balogh Máté "Máté fiam" őrmester[2]/zászlós[3]/hadnagy – Győri Péter
- Kemény Ferenc alezredes/ezredes/dandártábornok (országos rendőrfőkapitány) – Beregi Péter (először a 8. részben szerepelt, később még nagyon sokszor)
- Gregoritsch, az osztrák rendőrség kábítószer-osztályának magyar származású vezetője – Fikár László
- Mihály Ferenc főtörzsőrmester (körzeti megbízott) – Stenczer Béla
- Aladár, Járai egyik törzsőrmestere, később zászlósa (körzeti megbízott) – Laklóth Aladár
- Tóth törzsőrmester – Venczel Róbert
- Tardos Balázs, az APEH Bűnügyi Igazgatóságának fő nyomozója, egykori gazdaságvédelmi rendőrnyomozó – Puskás Tamás
- Sipos hadnagy – Szirtes Balázs
- Dr. Tülkös Magda százados (Nyíregyháza) – Csoma Judit
- Farkas százados (Sopron) – Vass Gábor

### Végvár többi lakója
- Komlósi Hédi (A Végvári patika tulajdonosa, először Turcsányi Zoltán, majd Barna László határőrtábornok felesége) – Piros Ildikó
- Turcsányi Zoltán (A Siesta Club hotel, később pedig a Vitál szálló  ügyvezetőigazgatója, Hédi első férje) – Spindler Béla
- Komlósi Mari (Hédi lánya. A sorozat elején gimnazista, ezt követően először a helyi kábeltelevíziónál. Majd a Gödöllői egyetemen végzett tanulmányokat követően egy rádiónál helyezkedik el.  Zolnay Miklós barátnője, később felesége) – Tóth Auguszta
- Turcsányi Jóska (Turcsányi Zoltán fia) – Gárdos Dani
- Bakács Zsuzsa (A Végvári gimnázium tanárnője, Járai őrnagy volt felesége) Sztárek Andrea
- Dióssy Nelli (Eduscho lány, majd Emmike halálát követően az utazási iroda 2. vezetője) – Balázs Ágnes
- Szakács Zoltán (Az  AB EGON biztosító Végvári kirendeltségének ügyvezető igazgatója, a 98. pedig résztől Végvár polgármestere) – Lukács Sándor
- Forgács Andrea (Az AB AEGON biztosító Végvári kirendeltségének üzletkötője, majd ügyvezetője. (Forgács főorvos lánya) – Hegyi Barbara
- Erzsike néni (Hunyadi főtörzs/hadnagy édesanyja) – Tábori Nóra
- Herczeg úr (Végvári étterem tulajdonos) – Makay Sándor
- Farkas Bence (Végvári taxis) – Pável Miklós
- Miska (benzinkutas, autószerelő) – Gulyás Zoltán
- Csaba (teherautósofőr) – Fazekas István
- Gáti úr (hotel recepciós, volt határőrtizedes) – Pilinczes József
- Dr. Forgács Rezső (A Végvári kórház főorvosa, Forgács Andrea édesapja) – Némethy Ferenc
- Emmike (Az utazási iroda első vezetője, aki a 17. részben szerepel utoljára, mert szerepe szerint meggyilkolják) – Spilák Klára
- Pákozdi Tamás (fotós) – Dörner György
- Gergő (Végvári Videoton szaküzlet eladója) – Krízsik Alfonz
- Pannika (benzinkutas) – Vándor Éva
- Autókölcsönzős - Elekes Pál
- Margó (a Siesta Club Hotel butikosa) – Németh Judit
- Klosár (csavargó) – Fonyó István
- Dr. Szécsény (A Végvári kórház ígéretes orvosa. Forgács Andrea udvarlója) Magyar F. Zoltán
- Gabi (benzinkutas lány) – Deutsch Anita
- Somorjai Péter (a végvári Real, majd a siklósi OTP bankfiókigazgatója) – Malcsiner Péter
- Éva (A sorozat elején könyvtáros, majd Nelli külföldre történő áthelyezését követőn az utazási iroda 3. vezetője. Máté korábbi barátnője) – Gellért Éva
- Kovács János (A végvári gimnázium igazgatója, beceneve Micimackó) – Izsóf Vilmos
- Bodó Katalin (a pécsi színház színésznője, Szakács Zoltán korábbi barátnője – Lesznyák Katalin
- Klárika (a Hotel Vital divattervezője) – Krasznói Klára
- Rigó (kocsmáros) – Rajhona Ádám
- Kádas Ernő (a Kádár Trans végvári telephelyének tulajdonosa) – Juhász György
- Jolika (a Kádár Trans végvári telephelyének diszpécsere) – Csere Ágnes
- Réka, a gyermekotthon vezetője – Pasqualetti Ilona
- Litvai Tivadar, a biztosító új igazgatója – Pusztaszeri Kornél
- Juhász Helga (Szakács Zoltán Végvár második polgármesterének titkárnője, majd később a barátnője is) – Szalay Kriszta
- Szécsi Vivien (Helga lánya) – Lass Beáta
- Kormos Karesz (Vivien barátja) – Horváth Illés
- Varga Nóra (magánnyomozó) – Fazekas Andrea
- Aranka (Máté édesanyja) – Molnár Piroska
- Schmidt Vera (Máté menyasszonya, később felesége) – Gráf Csilla
- Dr. Théra, a jós és pszichiáter (Vera vér szerinti édesapja) – Szilágyi Tibor
- Somorjai Kristóf (Forgács Andrea és Somorjai Péter kisfia) – Tóth Bence
- Kormos Ágnes (Karesz édesanyja) – Román Judit
- Kormos úr, állatorvos (Karesz apja) – Rubold Ödön

### Egyéb szereplők
Számos részben tűnnek fel a szigetvári Zrínyi Miklós Gimnázium és Egészségügyi Szakközépiskola (ma Dél-Zselic Középiskola) tanulói.

## Epizódok
Az egyes epizódok egy ideig megnézhetőek voltak az MTV honlapján is.

## Érdekességek
- Az összes részben egyértelmű a szponzorok jelenléte, a sorozatban rengeteg rejtett, de azért feltűnő reklám szerepel: OMV, Videoton, ÁB Aegon, Oriflame, NIVEA, Eduscho, Kádár Trans, Tele5 Taxi, Steffl, Conti Car, SENKO, Ford, Műszertechnika, Medina Tours, Opel, Budget, RealBank, JVC, KGB együttes, Makártanya, Tercia, GAZ-ella trans stb.
- Járai őrnagy, a farkasétvágyú rendőr szinte folyamatosan eszik a sorozatban, az egyes részekben már-már idegesítően sokat. A sorozat első tízegynéhány részében nem is látjuk az irodájában, állandóan a Herczeg-féle vendéglőben ül, és természetesen valamilyen ínycsiklandó finomságot fogyaszt.
- Az akciószázad egyik tagja, Gróf (Zalán János) sorkatonai szolgálata után tovább szolgáló, hivatásos határőrnek áll (37. rész), őrmesteri rangban marad a végvári laktanyában.
- Egyed Attila, aki az akciószázad egy másik tagját a Bűvészt alakította, a sorozat vége felé ismét feltűnik (184., 185., 195. rész), de már másik szerepekben.
- Gráf Csilla és Laklóth Aladár kezdetben egy-egy különböző epizód szerepben tűntek fel, később mindketten a sorozat állandó szereplői lesznek.
- A sorozat operatőre Gurbán Miklós három alkalommal is feltűnik kisebb szerepekben (12., 49. és 62. rész).
- A 146. és 147. rész rendhagyó adások voltak, amelyekben a Merénylet a színpadon 1-4. részekből írt kétfelvonásos kisvárdai előadásról készült epizódokat adták le újra, de a későbbi ismétléseknél ezeket már kihagyták. A Jóslat 1-2., Gyilkos játszma 1-2., Kísérlet 1-2. című epizódokat 154/I-II., 155/I-II. és 156/I-II. formában számozták be, aminek következtében felborult a számozási sorrend, így a 160. részként bemutatott Vérdíj című epizód a 157-es számot, a 174. részként bemutatott Bűnös örökség című epizód (amely egyben a 2000-es évben bemutatott utolsó epizód is volt) a 171-es számot kapta meg. A 2001-es évben bemutatott első epizód (Érettségi találkozó) már a 175-ös számot kapta meg (tehát visszaállt az eredeti számozási sorrend), viszont ennek következtében a 172., 173. és 174. kimaradt a számozásból.
- Kezdetben 30–35 perces epizódok voltak, sokáig. Aztán sok több részes epizód után (melyek egyenként kb. 25 percesek voltak: Merénylet a színpadon, Csapda, Jóslat, Gyilkos játszma, Kísérlet), 157. résztől (Vérdíj) 50-52 perces epizódok következnek.
- A sorozatot indulásakor sokan tekintették az Angyalbőrben nem hivatalos „folytatásának”. Ennek oka főként az, hogy Usztics Mátyás itt is egy sorkatonai szakasz kiképzőjét alakította. Ugyan más a testület (Honvédség – Határőrség) és a szereplő vezetékneve (Karádi – Hunyadi), a keresztneve azonban mindkét sorozatban János. Az első találkozásnál pedig Barna ezredes megjegyezte a főtörzsről, hogy a „múltkor még csak őrmester volt” (ez volt Karádi rendfokozata az Angyalbőrben sorozatban). Ezenkívül Usztics karaktere ebben a sorozatban is szereti a lovakat. A későbbiekben azonban egyre inkább csökkent a szakasz, majd Hunyadi szerepe is (Hunyadi kisebb megszakításokkal a 140. részig szerepel). Még Gálvölgyi János humorista is parodizálta a sorozatot az Új Gálvölgyi Show c. műsora 1993. évi szilveszteri adásában, amelyben Hunyadi, alias Usztics bőrébe bújt. A paródia maga jobban hasonlított az Angyalbőrre, mindezt a Kisvárossal kapcsolatos akkori közhiedelemre alapozva. Gálvölgyi ráadásul többször kiejti Karádi őrmester jól ismert közhelyét, aki alárendeltjeit mindig bogyóknak nevezte az Angyalbőrben.
- A sorozat előkészítésénél Sümeget is kiszemelték forgatási helyszínként, végül Szigetvár mellett döntöttek.
- Az első évad forgatókönyvét megtörtént események ihlették.
- Rajhona Ádám a 4. részben (Üldözés) egy Majrés nevű embercsempészéssel foglalkozó kocsmárost alakít, az 53. résztől (Vonattemető) kezdve meg számos epizódon keresztül egy Rigó nevű kocsmárost alakít, aki egy időben embercsempészéssel is foglalkozott.
- A 9–12. részben (Kezes kérők, Mama csak egy van, Jó kis balhé!, Emberrablók) a Szombathy Gyula által alakított negatív főszereplő karakterét hívják Szarka Gábornak, ezenkívül a 166. részben (Gázkitörés) a Kiss Gábor által alakított negatív főszereplőnek is Szarka Gábor a neve.
- Az 1994-ben forgatott 24. részben (Olasz diszkó) Igó Éva egy Bognár Zita nevű leánykereskedőt alakít, aki Nyugatra közvetíti a lányokat, őt az epizód végén megölik, a 7 évvel később 2001-ben forgatott 192–193. részben (Anya és lánya I-II.) szintén egy leánykereskedőt alakít, akit Martos Flórának hívnak, és a történet szerint Végváron és Sopronban tevékenykedett, majd 1994-ben (a 24. rész forgatásának évében) ítéltek el.
- A 27. részben (Díjugratás) Rekedt, a csapos szerepét Bata János alakítja, a 32. résztől (Országúti rémségek) viszont szerepét valamiért Tóth S. József veszi át, aki a 27. részben még egy Csocsó nevű kocsmai vendéget játszott.
- Az 58. rész (A jósnő), amiben Perczel Zita játssza a „különös képességekkel" rendelkező főgonoszt, pont Perczel Zita halálának napján (1996. április 4-én) sugározta először a televízió. Ebben a részben az egyik jelenetnél zongorán az 1934-es Meseautó című film betétdalát játsszák, aminek éppen ő volt a női főszereplője.
- A 72. részben látott Járai őrnagyról mintázott bábfigura ma is megtalálható a tarnamérai Rendőrmúzeumban.
- Az 1994. december 15-én adásba került Olasz diszkó című részt (24. rész) A Római Diszkó címen, az 1997. március 6-án adásba került Nyom nélkül című részt (81. rész) Robbanás címen, az 1998. augusztus 6-án adásba került Kaland a strandon című részt (118. rész) Harkányi kúra címen tüntették fel az akkori tévéújságok.
- A 81. epizódban éjjel Végvárról személyvonat indul Budapestre, amely hálókocsit továbbít.
- Lesznyák Katalin a 83. részben (Függöny fel!) Nagy Bellát, a pécsi színház egyik primadonnáját alakítja, a 95. résztől meg Bodó Katalint, aki szintén a pécsi színház primadonnája.
- Megközelítőleg a sorozat felénél a helyszínek „súlypontja” a nyugati határról a délire helyeződik. Mintha Végvár a sorozaton belül is mintegy 200 kilométerrel keletebbre, a sorozat legjelentősebb forgatási helyszínéül szolgáló Szigetvár földrajzi helyzetére kerülne. Nem említik tovább Rohoncot mint a határ másik oldalán lévő első települést, sőt, magát Ausztriát sem nagyon. A szereplők is Pécsre „ugranak be” mindenért, noha a sorozat indulásakor Végvár Rohonc közelségét alapul véve legfeljebb, 15 kilométerre lehetett Szombathelytől.
- Szintén megközelítőleg a sorozat felétől a Malcsiner Péter által alakított Somorjai Péter mellett egyre több karakter kapja az őt megformáló színészének a vezeték-, vagy keresztnevét, pl.: Lesznyák Katalin: Bodó Katalin; Laklóth Aladár: Aladár; Körtvélyessy Zsolt: Körtvélyessy ezredes; Csaba Zita: Zita; a 114. részben Szebeni János: Szebeni; a 186–187., 191–192. részben Sándor Júlia: Bognár Júlia; a 192–195. részben Oroszlán Szonja: Martos Szonja stb.
- Balikó Tamás a forgatás idején valóban a Pécsi Nemzeti Színház igazgatója volt. (Ezt a pozíciót 1993-tól 2011-ig töltötte be.)
- A 104. részben a történet szerint a nyomozás többek között 1998. január 22-én, vagyis az epizód adásba kerülésének napján zajlik.
- A 106. epizódban Balogh Máté az egykori Kaposvár–Szigetvár-vasútvonal Mozsgó-Szulimán állomásának épületét mutatja Évának.
- A 108. részben a KGB által előadott dal valójában Judy (később a remix verzióban) a Groovehouse dala.
- A 114. részben (Három kabát) szerepet kapott Rajkai Zoltán, viszont az arcát nem mutatják. Hasonló eset van még a 156/II. részben (A kísérlet II.), amiben Both Andrásnak nem lehet látni az arcát.
- Fazekas István az első két évadban a sorozat egyik állandó szereplőjeként egy Csaba nevű végvári sofőrt alakít, később két másik epizódban újra feltűnik (116., 177. rész), de már másik szerepekben.
- A sorozat elejétől egészen a 117. részig a Végvárnál lévő határállomásos jeleneteket a bozsoki határátkelőnél forgatták, a 127. résztől viszont a Végvárnál lévő határállomásos jeleneteket valamiért a bucsui, majd a 138. résztől a berzencei határátkelőnél forgatták, a 193. részben ismét visszamennek Bozsokra.
- A 125. részben (Tűzharc a pincében) Besenczi Árpád és Simonyi Krisztina karakterét két valóban létező személyről Polgár Zoltán és felesége Kaulics Katalin villányi borászokról mintázták.
- A Kisvárdán játszódó Merénylet a színpadon I-IV. című epizódok színházi felvételei az 1999-es Magyar Színházak Kisvárdai Fesztiváljának egyik előadásaként kerültek rögzítésre. Az előadás 1999. július 2-án 20 óra 30 perckor kezdődött. A korabeli újságok külön felhívták a nézők figyelmét (akik az előadáson való részvételükkel egyben az epizódok statisztái is lettek), hogy az előadásról készült felvételekből állítják össze a sorozat újabb epizódjait.[6]
- A 157. részben Juhász Helga (Szalay Kriszta) férjét Rupnik Károly játssza, a 164. részben viszont szerepét valamiért Márton András veszi át.
- A Sztárek Andrea által alakított Bakács Zsuzsa tanárnő a sorozat elejétől kisebb megszakítással a 102. részig a sorozat állandó szereplője, majd a 102. részben egy budapesti gimnáziumban vállal állást, így azután egy jó darabig nem is látjuk, majd a 158. részben újra visszatér a végvári gimnáziumba tanítani, viszont a korábbi főszerep után már csak egészen jelentéktelen mellékszereplője lesz a sorozatnak, ebben az időszakban már csak 4 epizódban láthatjuk, és akkor is csak pármondat-os szerepben.
- A Gázkitörés című epizód (166. rész) eseményét az 1998. november 14-én Nagylengyelben történt gázkitörés ihlette. Eredetileg éjszaka akarták az epizódot forgatni, de végül a nappali változatnál maradtak. Egy másik érdekesség, hogy a kitelepítésre ítélt faluban játszódó jeleneteket Sárhidán vették fel, amely községet az 1998-as kitörésnél valóban ki kellett telepíteni. A kitörés elhárításáról készült felvételek rögzítését a szakemberek összekötötték egy kitörés elhárításási gyakorlattal.[7]
- Gulyás Zoltán, aki a Miska nevű végvári benzinkutast és autószerelőt játszotta a sorozat elejétől a 141. részig szinte minden epizódban láthatjuk, aztán a 189. részben újra feltűnik autószerelőként, de már Müllernek hívják és Nyíregyházán dolgozik.
- A 171. részben (Bűnös örökség) az egyik fotómodell kezébe vesz egy újságot, aminek a címlapján az van, hogy „7 éves a Kisváros”, rajta Hollósi Frigyes és Győri Péter fényképe, majd rá mutat Győri Péterre (Balogh Máté), és azt mondja: „Ezt az alakot mintha már láttam volna!”.
- Fazekas Andrea a 105. résztől két éven keresztül egy Varga Nóra nevű végvári magánnyomozó nőt alakított, majd a 178. résztől Szabados Márta néven egy VPOP alezredest, aki aztán Hadik Imre főnöke lett.
- A Csoma Judit által alakított Tülkös százados szerepét eredetileg férfinak szánták, végül a sok férfi szereplő miatt a női szereplő mellett döntöttek. További érdekesség, hogy Csoma Judit később a Tűzvonalban című sorozatba is ugyanígy került bele.
- A Németh Ákos nevű nyíregyházi főiskolást a 184. és 187. rész között Karalyos Gábor játssza, a 188. résztől viszont szerepét valamiért Tóth Zoltán László veszi át.
- A 186. részben van egy jelenet, amiben az egyik szereplő a sorozat 171. részét nézi a tévében.
- A 184. résztől a sorozat forgatási helyszíneként Nyíregyháza kerül előtérbe, mert Járainak ott kell helyettesíteni a rendőrkapitányt, a 188. résztől meg már ő lesz a város rendőrkapitánya. A helyszínváltás miatt viszont az utolsó részekben már nem láthatjuk a klasszikus végvári karakterek nagyrészét, pl.: Zolnay, Mari, Barna, Hédi, Szakács úr, Helga, Forgács doktor, stb.
- A sorozatban a nyíregyházi rendőrkapitányságként szolgáló épület a valóságban egy irodaház, amely a rendszerváltás előtt az MSZMP helyi szervezetének székháza volt. A népnyelvben napjainkban is többnyire „pártház” néven emlegetik.
- A 192. résztől Sopron is bekapcsolódik a sorozatba, mert Járaiéknak oda is át kell vonulniuk bizonyos ügyek miatt, ezért attól a résztől kezdve már Sopron lesz a címben lévő „Kisváros”.
- Jordán Tamás itt is egy kisvárosi órásmestert alakít, csakúgy mint Bacsó Péter: Hány az óra, Vekker úr? című filmjében.
- 1994-ben Szurdi András regényt írt a sorozatból.
- Hollósi Frigyes 2001 őszén rosszul lett, majd kórházba került, ahol epeműtéten esett át. A szerzők ezt az esetet beleírták a sorozatba (192. rész), hogy megmagyarázzák a nézőknek, miért láthatták kevesebbet a művész urat.[8]
- Több szereplő úgy lép ki a sorozatból, hogy nem tudjuk meg mi lett a karakterükkel. Egyre kevesebbszer tűnnek fel, majd egy idő után már nem, és a többi szereplő sem tesz róluk említést. Ilyen karakterek például: Hunyadi, Vendel, Gróf, Pici, Herczeg úr, Bence, Forgács Andrea, Csaba, Mihály törzsőrmester, Karesz, Miska, stb.
- A Hadik Imrét alakító ifj. Fillár István hat évvel a sorozat befejezése után 2007-ben ismét VPOP századosi szerepet kapott, ugyanis a részben a Kisváros alkotói által készített Tűzvonalban című sorozat 2. szezonjában ő játszotta Miller István VPOP századost, ráadásul amikor a sorozat 31. részében találkozik a nyugalmazott rendőrt alakító Hollósi Frigyessel akkor Hollósi még meg is kérdezi tőle, hogy "Nem ismerjük mi egymást valahonnét?". Részben emiatt tekintik a Tűzvonalbant a Kisváros egyfajta "nem hivatalos" folytatásának.
- Nyolc évvel a sorozat befejezése után, 2009-ben Hollósi Frigyest a sorozatban nyújtott alakításáért tiszteletbeli rendőrré avatták.
- A sorozat annyira sikeres volt, hogy Szigetváron néhány vendéglátóipari egység a Kisváros, illetve a Végvár neveket kapta.
- A sorozat képzeletbeli színhelye Végvár, ami egyébként Szigetvár, bár Erdélyben tenyleg létezik egy Végvár nevű település.
- Rátóti Zoltán négy részben is főgonoszt játszik, ebből két részben is Börcsök Enikő játssza az áldozatát.
- A pécsi Imperial Kaszinó hét epizódban is feltűnik, ebből ötször ausztriai kaszinóként (9., 17., 18., 19., 20. rész), kétszer meg saját magát alakítva pécsi kaszinóként (113., 192. rész).

## Ismétlések
| Adó            | Mikortól             | Meddig            | Résztől | Részig | Megjegyzés                   |
| -------------- | -------------------- | ----------------- | ------- | ------ | ---------------------------- |
| Hálózat TV     | 2002. augusztus 3.   | december 21.      | 1.      | 20.    | Részleges ismétlés           |
| m1             | 2007. június 8.      | 2008. március 31. | 1.      | 195.   | Teljes ismétlés              |
| m1             | 2009. június 1.      | szeptember 18.    | 21.     | 157.   | 156/I-II. rész kihagyásával. |
| m1             | 2011. szeptember 5.  | szeptember 30.    | 1.      | 25.    | Részleges ismétlés           |
| Duna Televízió | 2011. október 3.     | 2012. június 1.   | 21.     | 195.   | Részleges ismétlés           |
| Duna World     | 2012. június 11.     | 2013. február 11. | 21.     | 195.   | Részleges ismétlés           |
| m2             | 2013. január 4.      | március 8.        | 21.     | 30.    | Részleges ismétlés           |
| Duna Televízió | 2013. június 17.     | 2014. január 27.  | 21.     | 195.   | Részleges ismétlés           |
| m3             | 2014. augusztus 25.  | 2015. április 2.  | 21.     | 168.   | Részleges ismétlés           |
| m3             | 2016. január 27.     | július 5.         | 1.      | 195.   | Teljes ismétlés              |
| m3             | 2018. szeptember 11. | 2019. február 22. | 1.      | 195.   | Teljes ismétlés              |

A sorozatot az MTV-n kívül 1995-ben a Szív TV és Telin TV, 2002 és 2005 között a Vásárhelyi VTV, 2025-ben a Jocky TV és a Super TV2 is vetítette.